# Amtliches Wappen
Von einem amtlichen Wappen spricht man, wenn ein Wappen von einer staatlichen Stelle wie einer Behörde oder einem Gericht oder einer Gemeinde als Hoheitszeichen verwendet wird.
In Deutschland führen der Bund, die Bundesländer, beinahe alle Gemeinden sowie einige weitere Körperschaften öffentlichen Rechts ein amtliches Wappen. Bundesbehörden führen das Bundeswappen, Landesbehörden (einschließlich den Notaren) führen Landeswappen, Gemeindebehörden führen das jeweilige kommunale Wappen oder, wenn die Gemeinde keines hat, das Landeswappen.

Bundeswappen (Bundesadler mit Umrahmung)

Das Bundeswappen zeigt auf goldgelbem Grund den einköpfigen schwarzen Adler, den Kopf nach rechts gewendet, die Flügel offen, aber
mit geschlossenem Gefieder, Schnabel, Zunge und Fänge von roter Farbe.
Die Nutzung amtlicher Wappen ist in Deutschland als Teil des öffentlichen Recht geregelt; einschlägige Gesetze und Verordnungen regeln die Führung durch die jeweiligen Behörden sowie Dritte. Nutzungen zu künstlerischen, wissenschaftlichen und kunstgewerblichen Zwecken sind oft, aber nicht immer, ausdrücklich und ohne weitere Genehmigung erlaubt. Darüber hinaus sind amtliche Wappen, wie alle anderen Wappen auch, privatrechtlich analog Namensrecht nach § 12 BGB vor Missbrauch geschützt. Ob Wappen amtliche Werke und damit nach § 5 UrhG gemeinfrei sind, ist umstritten.
Unabhängig von der Frage, ob ein amtliches Wappen als Werk der bildenden Künste gem. § 2 Abs. 1 Nr. 4 UrhG zu den schutzfähigen eigenschöpferischen Leistungen von ausreichender Gestaltungshöhe gehört spricht der Verwendungszweck dafür, dass dem Auftraggeber von dem Künstler ein umfassendes Nutzungsrecht an dem Hoheitszeichen eingeräumt wird.